# Japaratinga
Japaratinga est une municipalité brésilienne dans l'État de l'Alagoas.

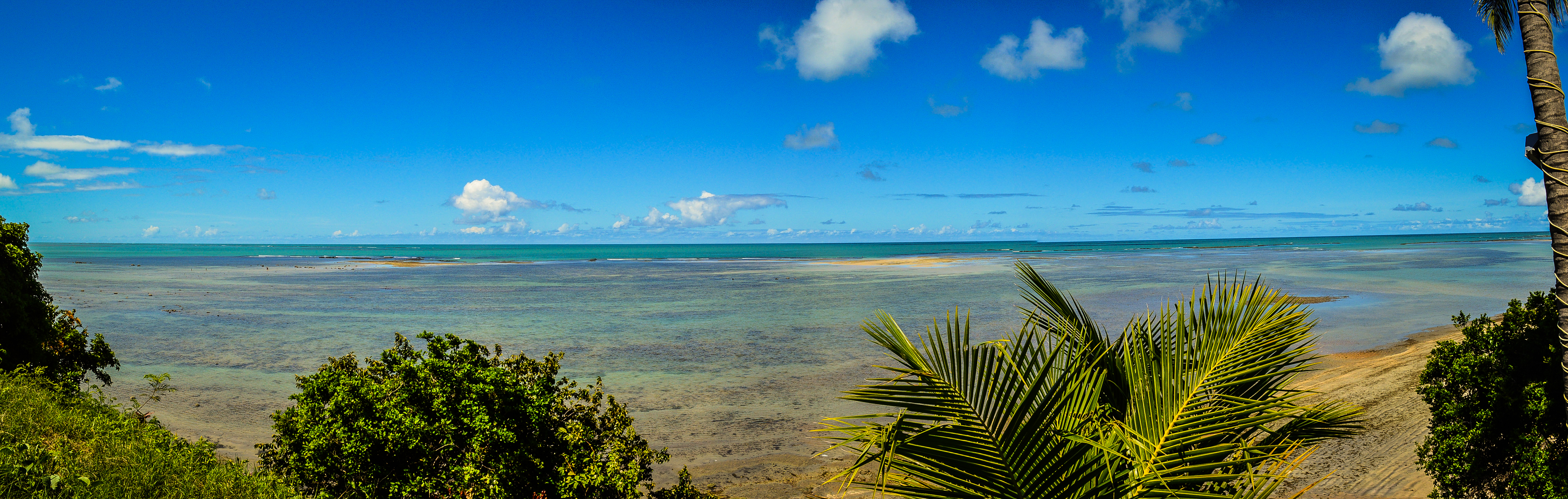
Japaratingun point de vue.